# براتيسلاف ريستيتش
براتيسلاف ريستيتش (مواليد 1 أبريل 1954) هو ملاكم يوغوسلافي، مثّل بلاده في الألعاب الأولمبية الصيفية 1976.

## روابط خارجية
براتيسلاف ريستيتش على موقع اللجنة الأولمبية الدولية (الإنجليزية)
- براتيسلاف ريستيتش على موقع أوليمبيديا (الإنجليزية)